# Tibério Júlio Cândido Mário Celso
Tibério Júlio Cândido Mário Celso (em latim: Tiberius Julius Candidus Marius Celsus) foi um senador romano nomeado cônsul sufecto para o nundínio de maio a agosto de 86 com Sexto Otávio Frontão e eleito cônsul em 105 com Caio Âncio Aulo Júlio Quadrado. Fontes contemporâneas, como os Fastos Ostienses, a Acta Arvalia e uma das cartas de Plínio, o Jovem, ele era chamado apenas de Tibério Júlio Cândido.

## Nome e origem
Segundo Ronald Syme, Cândido era nativo da Gália Narbonense com ancestrais na Ásia Menor. Seu prenome indica que um ancestral seu adquiriu a cidadania romana entre 4 e 37. Seus dois últimos nomes, "Mário Celso", indicam, segundo Syme, que ele nasceu Mário Celso e foi adotado por um Júlio Cândido ou nasceu Júlio Cândido filho de uma mulher da família dos Mários Celsos, sendo esta última hipótese a preferida por ele. Olli Salomies apresenta mais evidências, mas não oferece nenhuma interpretação para elas exceto a afirmação de que "é óbvio que Júlio Cândido tem algum parentesco com Aulo Mário Celso, cônsul sufecto em 69.

## Carreira
O primeiro registro de Cândido é de sua participação entre os irmãos arvais, colégio no qual ele foi admitido em algum momento entre 72 e 75 e que participou das cerimônias até 81. A partir de sua ausência nas atividades dos irmãos arvais, Syme especula que ele teria acompanhado o imperador Domiciano durante suas campanhas militares. Mais tarde em 86, Cândido foi nomeado cônsul sufecto e, três anos mais tarde, foi selecionado para ser o governador da província da Capadócia-Galácia, terminando seu mandato em 92. Já durante o reinado de Trajano, foi eleito cônsul, desta vez com Caio Âncio Aulo Júlio Quadrado.
Cândido viveu muitos anos depois disto e é mencionado na Acta Arvalia em 110 e 111. Uma outra inscrição atesta que ele foi flâmine para os irmãos arvais em 118. É possível que Tibério Júlio Cândido Capitão, cônsul sufecto em 122, tenha sido seu filho.